# Penthetria ritsumeikana
Penthetria ritsumeikana är en tvåvingeart som beskrevs av Mitsuhiro Sasakawa 1967. Penthetria ritsumeikana ingår i släktet Penthetria och familjen hårmyggor. Inga underarter finns listade i Catalogue of Life.